# Deutsche Dreiband-Meisterschaft 1929

Veranstaltungsort: Mainz

Die Deutsche Dreiband-Meisterschaft 1929 war eine Billard-Turnierserie und fand erstmals vom 28. bis 29. April in Mainz statt.

## Geschichte

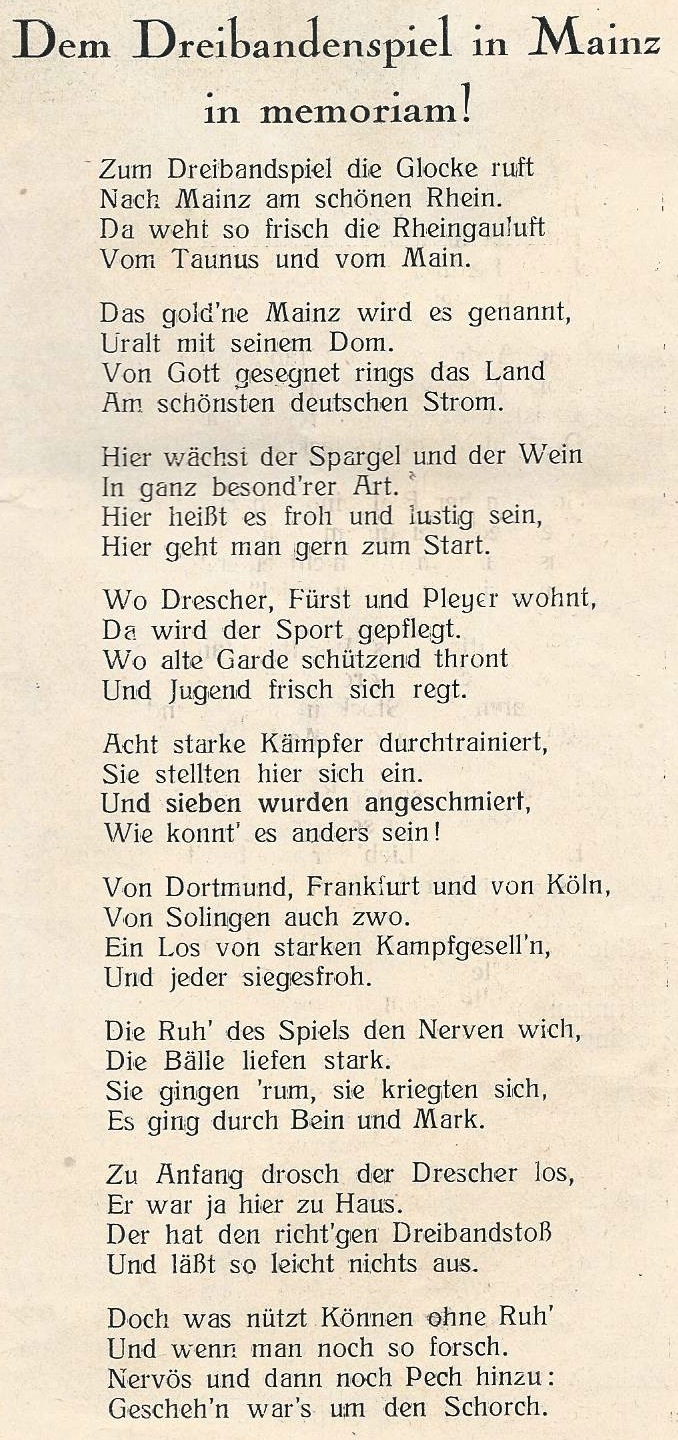
Gedicht auf die Meisterschaft

Ein Jahr nach der ersten Dreiband-Weltmeisterschaft 1928 in Reims, Frankreich, bei der der Deutsche Otto Unshelm den dritten Platz belegt, fanden nun auch auf nationaler Ebene Dreiband-Meisterschaften statt, jedoch ohne Unshelm. Dieser nahm erst bei der zweiten Meisterschaft teil, die er auch gewann.
Über den ersten Deutschen Meister ist nichts Näheres bekannt und so konnte bis heute sein Vorname nicht recherchiert werden. Er soll für Dortmund gespielt haben und später auf sein Gut bei Münster gezogen sein und nicht alt geworden sein.
Viele Spieler und Zuschauer standen im Vorfeld der ersten Deutschen Meisterschaft eher kritisch gegenüber. Da die deutsche Billardelite bisher nur Cadre spielte, wurde deren Tauglichkeit im Dreiband angezweifelt, was dazu führte, dass auf die ungewöhnlich kurze Distanz von nur 20 Punkten gespielt wurde. Wegen der sehr kurzen Distanz fehlten auch einige gute deutsche Billardspieler. Unter anderem blieb der Dreibandmeister der nächsten Jahre Otto Unshelm dem Turnier fern. Mit einer Leistung wie bei der Weltmeisterschaft 1928 hätte er vermutlich das Turnier gewonnen.

## Modus
Es spielte „Jeder gegen Jeden“ (Round Robin) bis 20 Punkte.

## Abschlusstabelle
| MP    | Match Points (Sieger = 2; Unentschieden = 1; Verlierer = 0) |
| Pkte. | Erzielte Karambolagen                                       |
| Aufn. | Benötigte Versuche                                          |
| GD    | Generaldurchschnitt                                         |
| BED   | Bester Einzeldurchschnitt eines Spielers                    |
| HS    | Höchstserie                                                 |
|       | Bester GD des Turniers                                      |
|       | Bester ED des Turniers                                      |
|       | Beste HS des Turniers                                       |
|       | 1. Platz (Gold)                                             |
|       | 2. Platz (Silber)                                           |
|       | 3. Platz (Bronze)                                           |

| 1                          | B. Kesting (Dortmund)          | 12:2 | 139 | 405 | 0,343 | 0,512 | 4 |
| 2                          | Adolf Andriessen (Köln)        | 10:4 | 135 | 367 | 0,367 | 0,526 | 4 |
| 3                          | Franz Müller (Solingen)        | 10:4 | 121 | 371 | 0,326 | 0,425 | 5 |
| 4                          | ? Bechter (Frankfurt/Main)     | 8:6  | 126 | 341 | 0,369 | 0,606 | 4 |
| 5                          | Georg Drescher (Mainz)         | 8:6  | 129 | 369 | 0,349 | 0,434 | 5 |
| 6                          | Julius Broich (Frankfurt/Main) | 4:10 | 107 | 362 | 0,295 | 0,370 | 3 |
| 7                          | Alex Mertens (Solingen)        | 4:10 | 116 | 420 | 0,276 | 0,259 | 5 |
| 8                          | ? Herrmann (Frankfurt/Main)    | 0:14 | 108 | 428 | 0,252 | –     | 3 |
| Turnierdurchschnitt: 0,320 |                                |      |     |     |       |       |   |